# ابریشم (رمان)
ابریشم (انگلیسی: Silk) (فرانسه: Soie) نام داستانی شعرگونه از الساندرو باریکو، داستان‌نویس شهیر ایتالیایی است.
داستان به بیان داستان زندگی هروه ژونکور تاجر فرانسوی کرم ابریشم در قرن نوزدهم میلادی می‌پردازد که در مسافرت به ژاپن دچار عشق معشوقهٔ یک بارون ژاپنی می‌شود و هنگام بازگشت به فرانسه همسرش هلن به وی مشکوک می‌شود و...

## اقتباس سینمایی
در سال ۲۰۰۶ شرکت نیولاین سینما با استخدام فرانسوا جیرار کارگردان فرانسوی شروع به ساخت نسخهٔ سینمایی داستان کرد. مایکل پیت و کیرا نایتلی بازیگران این فیلم هستند.
این فیلم بر اساس کتابی با همین نام ساخته شده.
مفهوم کلی این فیلم دربارهٔ عشق‌های واقعی هستند که آن‌ها را نمی‌بینیم و از آن‌ها چشم‌پوشی میکنیم.